# Kingisepp
Kingisepp (ruso: Ки́нгисепп o Кингисе́пп, anteriormente Yamburg (Я́мбург), Yam (Ям) y Yama (Я́ма)
Es una ciudad antigua y el centro administrativo del raión de Kingisepp del óblast de Leningrado, Rusia. Localizada a las orillas del río Luga, 137 km al oeste de San Petersburgo, 20 km al este de Narva y 49 km al sur del golfo de Finlandia. Su población, según el censo ruso de 2010, era de 48.488 habitantes; según el censo ruso de 2002, era de 50.295 habitantes y según el censo soviético de 1989, era de 49.954 habitantes.

## Historia

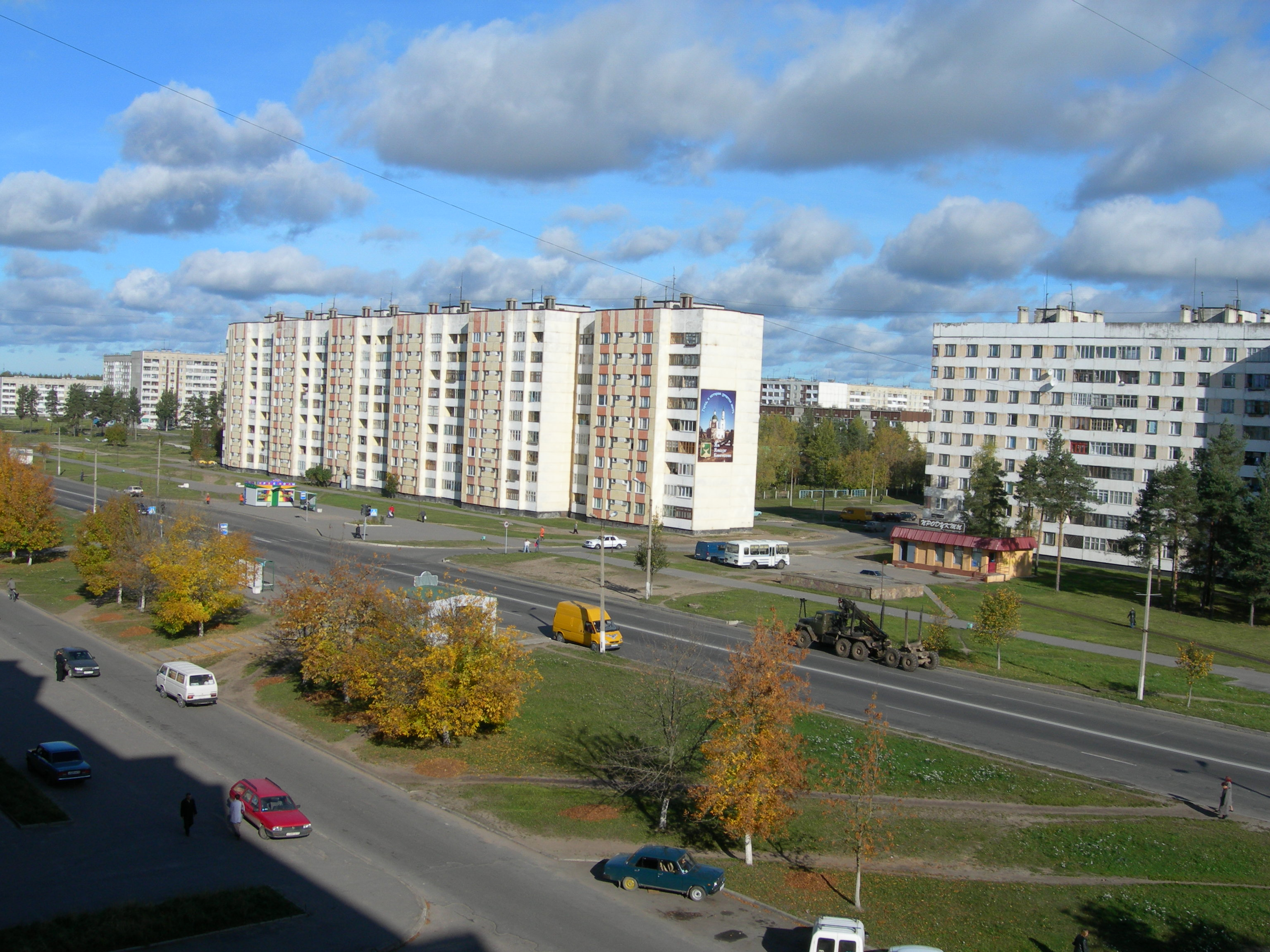
Kingisepp

### SigloXIV

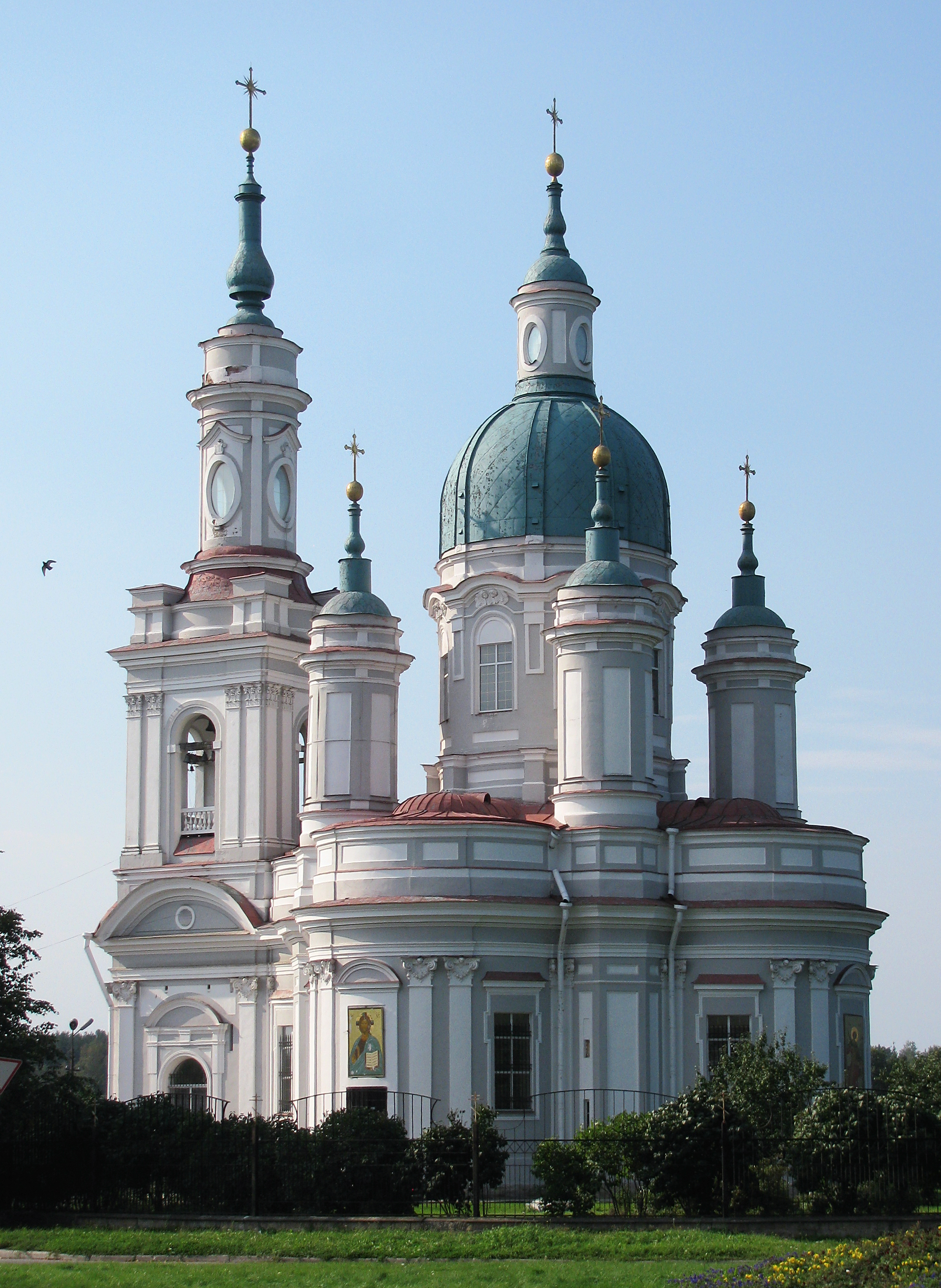
Catedral de Santa Catalina de Yamburg, construida en 1764-1782 según un diseño barroco tardío de Antonio Rinaldi

La ciudad se documentó por vez primera en 1384, cuando los novgorodianos construyeron allí una fortaleza contra los suecos por debajo de las Patrikas. Se llamaba Yama o Yamski Gorodok, después del  Ingria (grupo étnico fínico) con su nombre Jaama.[8] Los alrededores de la ciudad todavía se citan como la localización principal de los altavoces de la lengua de Ingria. casi extinta. La ciudadela resistió los asedios por los suecos en 1395 y por los caballeros teutónicos durante la guerra de 1444-1448.

### SiglosXVyXVI
La ciudad se convirtió en el centro económico más importante de los Vódskaya pyatina de la República de Nóvgorod. Había 201 granjas en el siglo XV en la ciudad; Su población total solo pudo evaluarse aproximadamente basándose en las estimaciones de tres a cinco personas por hogar. A finales de la Guerra Livona, fue cedida a Suecia, solo fue para ser devuelta doce años después, en 1595.

### SigloXVII
Después del tratado de Stolbovo, de nuevo pasó a los suecos, que en la ortografía sueca se hizo en Jama o Jamo. La ciudad fue completamente destruida por los ejércitos rusos durante la guerra de 1656-58, después de la cual solo la ciudadela quedó intacta. Fue cuestionable si la ciudad, con su población exclusivamente rusa, alguna vez se recuperó.

### SigloXVIII
El primer sostenido por los rusos durante un mes a finales de 1700, la ciudadela finalmente fue tomada por los rusos en el curso de la Gran Guerra del Norte en 1703 y la rebautizaron Jamburg.[11] El 14 de mayo de 1703, Yam fue renombrado Yamburg.[6] (a una versión alemana del nombre). Cinco años después, Pedro el Grande concedió la ciudad a Aleksandr Ménshikov en su capacidad del duque de Izhora.  En el curso de la reforma administrativa de Rusia en 1708-1710, Yamburg fue incluido en el gobierno de Ingermanland (conocido desde 1710 como gobernación de San Petersburgo).[17] En 1780, Catalina II de Rusia reaprobó con algunos cambios un escudo de armas previamente existente. El estado de ciudad de Uyezd fue concedido a él en 1784.[11]

### SigloXX

#### Guerra civil rusa

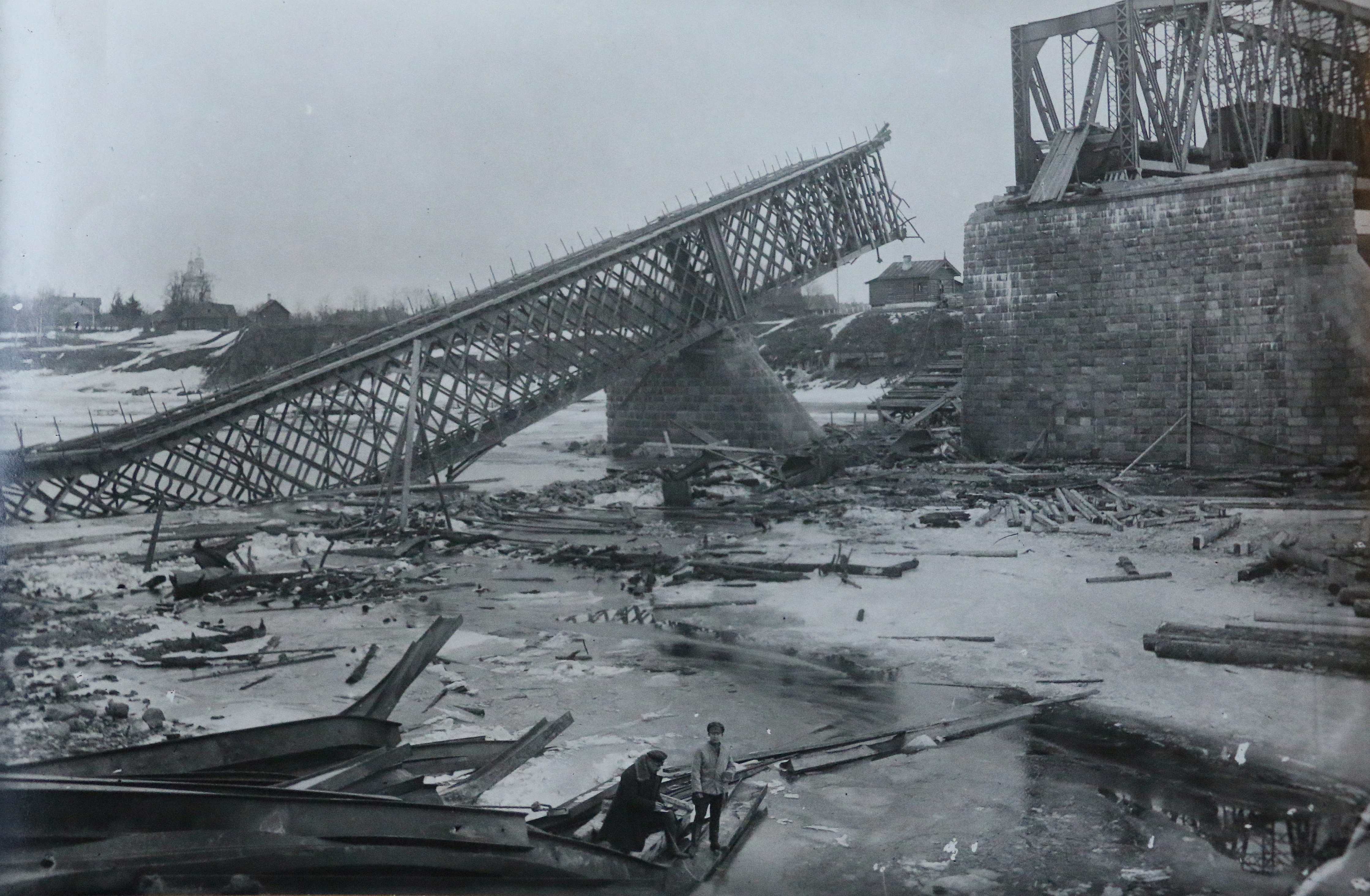
El Puente de Yamburg, destruido por el Ejército Blanco en el año 1919

Según los informes, Vladímir Lenin se quedó en Yamburg en enero de 1919, cuando ordenó a las tropas bolcheviques que retomaran la ciudad de Narva del Ejército de Estonia.[12] En octubre de 1919, el comandante antibolchevique, general Nikolái Yudénich, capturó Yamburg, que marcó el comienzo del empuje del Ejército Blanco Noroeste hacia Petrogrado.[13] Sin embargo, los bolcheviques posteriormente capturaron de nuevo Yamburg el 14 de noviembre de 1919.[14] El 16 de noviembre de 1919, las fuerzas del general Yudénich fueron "apiñadas en un pequeño espacio cerca de Yamburg", "en un grave estado de desorganización", informó The New York Times.[15]
La forma alemana del nombre, sin embargo, se mantuvo hasta 1922, cuando los bolcheviques cambiaron su nombre en honor del líder comunista estonio Viktor Kingissepp. No debe confundirse con la ciudad de Estonia llamada Kuressaare, anteriormente Kingissepa.

#### Ofensiva de Kingisepp-Gdov
Durante la Segunda Guerra Mundial, Kingisepp fue ocupado por las tropas alemanas desde el 16 de agosto de 1941 hasta el 1 de febrero de 1944, cuando el 109.º Rifle Corps capturó la ciudad, forzando el 18.º Ejército de Alemania en nuevas posiciones en la orilla oriental de Narva.

#### Cambio administrativos
En el principio del siglo XX, Yamburg era la sede de uyezd de Yamburg de la Gobernatura general de San Petersburgo (más adelante conocido como Petrogrado y la gobernación de Leningrado).[17] El 17 de mayo de 1922, uyezd de Yamburg fue retitulado como de Kingisepp, simultáneamente con la ciudad.[18]
El 1 de agosto de 1927, los uyezds fueron suprimidos y el uyezd de Kingisepp, con el Centro administrativo en Kingisepp, fue establecido. Las gobernaciones también fueron suprimidas, y el distrito se convirtió en una parte de ókrug de Leningrado del óblast de Leningrado.[19] El 23 de julio de 1930, los ókrugs también fueron suprimidos y los raión se subordinaron directamente al óblast. Entre el 22 de marzo de 1935 y el 19 de septiembre de 1940, Kingisepp era el centro administrativo de ókrug de Kingisepp del óblast de Leningrado, uno de los okrugs que colindan con las fronteras estatales de la Unión Soviética. Después de que el ókrug de Kingisepp fuera abolido el 19 de septiembre de 1940, Kingisepp se convirtió en una ciudad muy importante del óblast el 17 de diciembre de 1940.[19] En 2010, la estructura administrativa del ólast de Leningrado se armonizó con la estructura municipal[20] y Kingisepp se convirtió en una ciudad de importancia del raión.

## Ciudades hermanadas
Kingisepp mantiene un hermanamiento de ciudades con:
- Jõhvi, Ida-Viru, Estonia.
- Narvik, Nordland, Noruega.
- Raisio, Finlandia.
- Sassnitz, Mecklemburgo-Pomerania Occidental, Alemania.
- Bielsk Podlaski, Podlaquia, Polonia.